# San Fabián de Conuco
San Fabián de Conuco fue una fortaleza construida a cuatro kilómetros al sur del pueblo de Rafael, en la zona limítrofe del Biobío en Chile durante la Guerra de Arauco.
Primero fue establecido por Gobernador de Chile Alonso de Sotomayor en 1584 para asegurar el control de la región.
En mapudungun la palabra "conuco" quiere decir agua de torcaza, de сопu que significa torcaza y "co" que significa "agua".

## Historia
En 1584 Alonso Sotomayor optó por construirlo en este sitio, sin embargo fue destruido por los mapuches.
El 24 de octubre de 1657 fue fundado, por orden del gobernador Pedro Porter Casanate, el fuerte San Rafael, cuatro kilómetros al norte, destinado a proteger de los ataques indígenas el Camino Real que comunicaba a Concepción con Chillán y Santiago. En el lugar se estableció una encomienda de indios de los Jesuitas, que construyeron una iglesia.